# Mesosemia epidius
Espèce
Mesosemia epidius est une espèce d'insectes lépidoptères (papillons) appartenant à la famille des Riodinidae et au genre Mesosemia.

## Dénomination
Mesosemia epidius a été décrit par William Chapman Hewitson en 1859.

## Écologie et distribution
Mesosemia epidius n'est présent qu'en Guyane.